# 清水章吾
清水 章吾（しみず しょうご、1943年2月15日 - ）は、日本の俳優。旧芸名:花木 章吾。
東京都港区出身。渋谷区出身。日本大学鶴ヶ丘高等学校卒業、日本大学農獣医学部中退。平田崑プロモーションを経て、オフィスPSCに所属していた。
身長174cm、体重65kg。花柳章太郎の弟子。

## 来歴・人物
父親は古美術商。15歳で児童劇団「劇団こじか」入り（当時は非常に引っ込み思案な赤面症の気弱な少年で、舞台に立っても、台詞が言えない・袖に逃げ込みそうになることは日常茶飯事だったという）。本人は雑誌等のインタビューで、「児童劇団入りしたのは、弱すぎる己を鍛えたかったため」と公言している。
大学入学と共に花柳章太郎に入門。師・章太郎の死去後間も無くして花柳流を離脱（1963年に父が亡くなり、経済的に花柳流の元に居ることが出来なくなったために離脱したという話もある）。その後喫茶店のボーイ、ホストクラブのホストも務める。
1970年頃から脇役として出演するようになる。
1973年、ピアノの弾き語りで東京都内のクラブで唄っていると音楽プロデューサーの土持城夫(ハチのムサシは死んだのさ編曲)氏に『歌をやらないか？』とスカウトされる。が同年、ダメ元で受けたNHKのオーディションに合格。NHKにアルバムを出しても良いか問うと、NHKの放送が終わってからにしてくれと言われ、歌の方は後回しになる。
のちにトリオレコードから発売されたアルバムに関わりあった作家は、千家和也(敬称略)荒木とよひさ、阿久悠、井上忠夫、浜圭介、石津善之、沖田弘史、小杉仁三、高田弘、神保正明　名のある方々ばかり。
NHKのドラマとは、2人の兄妹の成長を軸に家族のあり方や心の葛藤を描いたNHK連続テレビ小説『北の家族』。準主役であるヒロイン志津の兄・和夫を演じて一躍知名度を上げる 。1973年〜1974年の平均視聴率は46.1%、最高視聴率は51.8%（関東地区、ビデオリサーチ調べ）と番組がヒットした立役者として、この年のNHK貢献度NO1との記事が掲載されたほど、高い人気を得た。
その後も『白い巨塔』の金井助教授など、端整なマスクの知的な二枚目俳優として活躍する一方、『噂の刑事トミーとマツ』などではキザで軽妙な三枚目キャラクターも演じるなど、数々のドラマで活躍する。
2002年、アイフルのCMでチワワのくぅ〜ちゃんと共演したことがきっかけでにブレイクする。エステティックTBCのCMでは、ナオミ・キャンベルと共演した。仕事が増える一方で契約上、フチなしの眼鏡をかける役ができず、消費者金融のスポンサー番組にもNGがかかったことで、サスペンスドラマへの出演が減るなどマイナス面もあったという。
2006年秋に所属事務所から独立した後、家族が会社（株式会社アトリエ・ハルマン）を設立。会社の代表取締役は洋画家の妻、清水ハルマンである。2013年6月よりオフィスPSCに所属。
2010年には脳梗塞となり保険会社のCMや舞台を降板するなど、ストレスでうつ状態となり1度目の自殺未遂。
2019年に離婚。週刊誌でDV疑惑が報じられると、睡眠薬による自殺未遂で入院。2021年時点では生活保護を受けつつ、俳優業をしていることをインタビューで答えている。
2022年12月に演歌歌手・水沢巡美と再婚したい気持ちを発表した。

## 人物
娘の清水響美は1999年度帝人キャンペーンガール。長女（ハルマンの実子で再婚時に養女となった）の桑原絹は画家。
旧芸名として、一部で「花柳章吾」が表記されているが、これは間違いである（花柳の名前は新派の上位でなければ名乗れない）。しかし、師である花柳章太郎は、清水を厳しく修行させながらも大変気に入り、その縁で、自らの芸名の中から3文字（『花』・柳のへんの『木』・章太郎の『章』）を清水に名乗らせることを許したという。このおかげで、当時の新派の若手メンバーとしては格段の出世をしたため、いろいろと大変な目にも遭った。
埼玉県本庄市（児玉地区）在住。数多くの犬や猫と暮らす。転居前は所沢市、熊谷市に在住。
特技はピアノ即興演奏、トランペット、水彩画。趣味はガーデニング、パソコン、ジャズ、クラシック鑑賞、映画鑑賞。
歌手の美川憲一とは、美川の芸能界デビュー直前からの知り合いだという（1997年4月放送「ライオンのごきげんよう」清水、七瀬なつみ、美川ゲスト回より）。

## 出演

### テレビドラマ
- グーチョキパー（1964年、CX） - 花木牧場の章吾兄さん
- 特別機動捜査隊（東映 / NET）
  - 第131話「年輪」（1964年）
  - 第150話「脅迫」（1964年）
  - 第186話「不法所持」（1965年）
  - 第301話「女を喰う虫」（1967年）
  - 第321話「八人の女」（1967年） - 加藤
  - 第337話「鈴の旅路」（1968年）
  - 第414話「愛の水平線」（1969年）
- お嫁さん（1967年 - 1968年、CX / 松竹） - 清水英二
- 七人の刑事 第2シリーズ 第330話「残酷な午後」（1968年、TBS）
- 結婚ぎらい（1969年、東宝 / CX）
- 星から来た女（1970年、CX）
- アイアンキング 第5話「秋風の中の決斗」（1972年、宣弘社 / TBS） - 不知火順五郎
- 連続テレビ小説（NHK総合）
  - 北の家族（1973年） - 佐々木和夫 （※このドラマを機に、芸名を現在の「清水章吾」に改名）
  - 梅ちゃん先生（2012年） - 山崎（製薬会社重役）
- 花ぐるま（1974年 - 1975年、NHK） - 中泉光
- おしろい花（1974年5月13日 - 10月14日、日本テレビ系列「月曜スター劇場」） - 内海哲彦
- 銀河テレビ小説 / 女の顔（1976年、NHK総合） - 黒川
- 赤い衝撃 第21話「幻のお父さん! 私の命を助けて下さい」（1977年、大映テレビ / TBS）
- 大江戸捜査網（三船プロ / 12ch→TX）
  - 第294話「流転! 浮世絵の女」（1977年） - 英泉
  - 第326話「悪意なき幻の女」（1978年） - 早川源十郎
  - 第372話「除夜の鐘は皆殺しの調べ」（1978年） - 宗吉
  - 第582話「遊女に賭けた孤独の一匹狼」（1983年） - 吉岡彦十郎
- 太陽にほえろ! （東宝 / NTV）
  - 第264話「撃てなかった拳銃」（1977年） - 神田隆一
  - 第331話「新曲」（1978年） - 尾崎徹
  - 第483話「落し穴」（1981年） - 中尾修治
  - 第633話「ホスピタル」（1985年） - 北見隆之（矢追総合病院 医師）
  - 第691話「さらば! 山村刑事」（1986年） - 秋元正久
  - 太陽にほえろ!PART2 第6話「心満たされず…」（1987年） - 島崎一郎
- 白い巨塔（1978年 - 1979年、CX） - 金井達夫
- 東京メグレ警視シリーズ 第18話「警視と消えた死体」（1978年、テレパック / ABC）
- コメットさん 第33話「パリからの夢の使者」（1979年、国際放映 / TBS）
- ザ・スーパーガール 第28話「集団売春 地獄の密猟ルート」（1979年、東映 / 12ch） - 中川明彦
- 不毛地帯（1979年、MBS） - 秋津清輝
- 噂の刑事トミーとマツ（1979年 - 1982年、大映テレビ / TBS） - 片桐警部補
- 日本名作怪談劇場 第11話「怪談 鰍沢」（1979年、12ch）- 新助
- 秘密のデカちゃん（1981年、大映テレビ / TBS）
  - 第9話「実現? 夢にまで見た結婚式」 - 三木
  - 第13話「もうバレそう! プールサイドの恋合戦」 - サギ師
- ザ・ハングマンシリーズ（松竹 / ABC）
  - ザ・ハングマン 第45話「浮気夫人の遺書を探れ」（1981年） - 平岡利哉
  - ザ・ハングマンV 第18話「マル秘取材のお嬢さん記者が襲われる!」（1986年） - 工藤紘一
- 土曜グランド劇場 / 池中玄太80キロ（1981年、NTV）
- 先生お・み・ご・と!（1982年、KTV）
- 阪急ドラマシリーズ / 怪人二十面相と少年探偵団 第3回、第4回（1983年、KTV） - 古山博士
- 月曜ドラマランド / のんき君（1983年 - 1984年、CX）
- 特捜最前線（東映 / ANB）
  - 第405話「浅草の老警官・7分間の壁!」（1985年） - 田尻警部
  - 第467話「死体彷徨・水の殺人トリック!」（1986年） - 黒木壮一郎
  - 第492話「女装殺人・男たちのレイ・オフ!」（1986年） - 関根正夫
- 誇りの報酬 第4話「飛騨高山の乱れからくり」（1985年、東宝 / NTV） - 波多野
- スケバン刑事 第6話「アイドルを狙え!」（1985年、東映 / CX） - 林田マネージャー
- 暴れん坊将軍シリーズ（ANB / 東映）
  - 暴れん坊将軍II 第113話「古き女房に花束を!」（1985年） - 室橋勘兵衛
  - 暴れん坊将軍III 第21話「さらわれたお葉」（1988年） - 安房勝山藩江戸家老・檜山典膳
- 水曜ドラマスペシャル→月曜ミステリー劇場→月曜ゴールデン→月曜名作劇場（TBS）
  - 女コロンボ危機一髪（1985年）
  - 夏木陽子サスペンス 弁護士 朝吹里矢子 第3作「放火殺人の謎」（2003年） - ハッピーファイナンス社長 松尾市介
  - 財務捜査官 雨宮瑠璃子 第4作（2008年） - 芝山勝幸
  - 信濃のコロンボ 第3作「北国街道殺人事件」（2016年） - 畑野高秀
- ただいま絶好調! 第21話「あの歌をもう一度」（1985年、石原プロ / ANB）
- 土曜ワイド劇場
  - 江戸川乱歩の美女シリーズ 第8作「悪魔のような美女」（1979年） - 雨宮
  - 片岡孝夫の好青年探偵シリーズ 第7作「青いカラス連続殺人」（1986年、ABC / 大映テレビ）
  - 家政婦は見た! 第7作「華麗な一族の怪しい秘密 財テクゲームの危険な落し穴」（1989年） - 種村有一
  - 西村京太郎トラベルミステリー 第17作「山陽・東海道殺人ルート、列車ダイヤの連立方程式・博多湾に謎を解く?」（1990年） - 杉浦明
  - おばはん刑事!流石姫子（1998年 - 2006年、ANB→EX） - 山城大吉
  - 高橋英樹の船長シリーズ 第6作「愛と死の殺人航路」（1994年） - 梅原孝志
  - 広域警察 第6作（2015年、ABC） - 三村時雄
- 月曜ドラマランド / 白バイ野郎トミーとマツ（1986年、CX）
- 新春ドラマスペシャル / 七人の孫（1987年、TBS）
- ジャングル 第2話 - 第4話「バラバラ事件」（1987年、東宝 / NTV） - 岩下
- 金曜女のドラマスペシャル / 二重裁判 宿命の女（1987年、CX / 大映テレビ）
- 大都会25時 第4話「白い肌に銃弾を受けた女」（1987年、東映 / ANB）
- 痛快!婦警候補生やるっきゃないモン! 第12話「初体験! 燃えて捜査妨害!?」（1987年、東宝 / ANB）
- 水戸黄門 第17部 第1話「水戸黄門 -水戸・江戸-」（1987年、C.A.L / TBS） - 内藤忠勝
- 木曜ゴールデンドラマ / 松本清張サスペンス・六畳の生涯（1987年、YTV）
- 現代恐怖サスペンス / 無邪気な女（1988年、アズバーズ / KTV）
- 松本清張サスペンス / 愛と空白の共謀（1988年、松竹 / KTV）
- さすらい刑事旅情編 第8話「東京駅・アリバイを偽証した女」（1988年、東映 / ANB）
- 大岡越前 第10部 第9話「見破った偽の証拠」（1988年4月25日、C.A.L / TBS） - 材木問屋雙葉屋忠造
- はぐれ刑事純情派 第2シリーズ 第19話「レイプを告発した女!」（1989年、東映 / ANB） - 水谷隆三
- ハロー!グッバイ 第11話「刑事怒りの追撃」（1989年、東宝 / NTV）
- 火曜サスペンス劇場（NTV）
  - 女監察医・室生亜季子 第7作「もう一つの指紋」（1989年、東映） - 坂井義一
  - 警視庁鑑識班（1996年 - 2005年） - 大宮秀則
  - 刑事・鬼貫八郎 第7作「憎悪の化石」（1997年） - 広瀬編集長
  - 地方記者・立花陽介 第13作「日光今市通信局」（1999年） - 浅川和也
  - 検事 霞夕子 第21作「二人の目撃者」（2003年） - 池淵唯和
- 八百八町夢日記 第1シリーズ第14話「ねの字小僧参上」（1990年、ユニオン映画 / NTV） - 島田与十郎
- ザ・刑事 第1話「新曲を盗んだ女、爆走! 噂のふたり」（1990年、東宝 / ANB） - 瀬川
- 山村美紗サスペンス / 伏見初うま殺人事件（1990年、東映 / KTV）
- 長七郎江戸日記 第3シリーズ第7話「死神をぶっ飛ばせ!」（1990年、ユニオン映画 / NTV） - 相原猪之助
- 名奉行 遠山の金さん（東映 / ANB）
  - 第3シリーズ 第15話「消えた殺人者、美人の仇討!」（1990年） - 片岡半太夫
  - 第7シリーズ 第13話「江戸の復顔術 姉と妹の手毬唄」（1996年） - 喜多村桃源
- TBS大型時代劇スペシャル / 武田信玄（1991年、TBS） - 柴田勝家
- 女無宿人 半身のお紺 第11話「吹雪は去りました」（1991年、C.A.L / TX） - 七ツ井の政太郎
- 世にも奇妙な物語「呪いの紙人形」（1991年、CX）
- 必殺仕事人・激突! 第21話「最後の大仕事」（1992年、松竹 / ABC） - 結城誠三郎
- 金田一耕助の傑作推理 / 悪魔が来りて笛を吹く（1992年、東阪企画 / TBS） - 新宮利彦
- 金曜ドラマシアター→金曜エンタテイメント（CX）
  - 松本清張スペシャル・疑惑（1992年、レオナ）
  - 浅見光彦シリーズ 第9作「斎王の葬列」（1999年） - 喬木英一
  - おもろい夫婦事件帖〈第0作〉（1999年） ‐ 神崎達也
  - スチュワーデス刑事 第7作「愛と殺意の光と影」（2003年） - 関根哲朗
- 水曜劇場 / ギフト（1997年、CX） - 吉原英二
- 踊る大捜査線 第3話（1997年、CX） - 深見一郎
- 月の輝く夜だから（1997年、CX） - 池田善郎
- ハッピー・マニア（1998年、CX） - 高橋真一郎
- ショムニ（1998年、CX） - 柳沢頭取
- はみだし刑事情熱系 第3シリーズ（1999年） - 黒川校長
- 金曜ドラマ（TBS）
  - 聖者の行進（1998年） - 土屋冬樹
  - Stand Up!!（2003年） - 江波昌司
  - メゾン・ド・ポリス（2019年） - 田口哲也
- 水曜ドラマ（NTV）
  - 夜逃げ屋本舗 第1シリーズ（1999年） - 岸本治
  - 平成夫婦茶碗（2000年） - 成田富雄
    - 平成夫婦茶碗〜ドケチの花道〜
    - 平成夫婦茶碗外伝「成田家の人々」（Shin-D）

  - 警視庁鑑識班2004（2004年） - 大宮秀則
- 救命病棟24時（1999年・2005年、CX） - 都立第3病院救命救急センター 医局長 多田和彦
- to Heart 〜恋して死にたい〜（1999年、TBS） - 谷沢ジム会長
- 恋愛詐欺師（1999年、ANB） - 今村一
- お見合い結婚（2000年、CX） - 桜庭部長
- やまとなでしこ（2000年、CX） - 東十条一郎
- キッズ・ウォースペシャル〜ざけんなよ〜（2002年、CBC） - 池田誠太郎
- 木曜劇場 / 美女か野獣（2003年、CX） - 田丸玲士
- 木曜ドラマ（ANB→EX）
  - 動物のお医者さん（2003年）
  - アタックNo.1（2005年） - 会社役員 鮎原良夫（こずえの父）
  - スペシャリスト 第7話（2016年） - スマートトレンドグループ 会長 大城滋夫
- ドラマ30 / メモリー・オブ・ラブ（2004年 - 2005年、MBS）
- 水曜ミステリー9（TX）
  - 神楽坂署生活安全課 - 横山正義（生活安全課 課長）
    - 第1作「連続殺人を結ぶ矢」（2005年）
    - 第2作「花街欲望の殺意」（2006年）
    - 第3作「子連れデカ! 花街迷宮」（2007年）
    - 第4作「ご近所トラブル殺人事件」（2008年）

  - 多摩南署たたき上げ刑事・近松丙吉 第5作「四人の目撃者」（2005年10月26日）- 松尾龍太郎
  - 金沢のコロンボ 第1作「呪いの黒百合伝説 和菓子に秘められた殺意!?」（2014年） - 若林徳治
- 女王の教室 SP（2006年、NTV） - 中泉小学校 平野教頭
- アンテナ22特別版ドラマ / 告白（2006年、NTV） - 小泉純一郎
- 特報スクープ決定版!! 安倍晋三が号泣した日（2006年、EX） - 小泉純一郎
- 土曜ドラマ / 監査法人（2008年、NHK） - マスター・桑原
- 相棒 最終話「神の憂鬱」（2010年3月10日、EX） - 首都警備保障 常勤顧問 宇田川次郎
- 犬飼さんちの犬（2011年1月 - 、tvk / TVS / CTC / MTV / KBS / SUN / STV / GBS / TVQ）
- ゴーイング マイ ホーム（2012年、KTV） - 山下
- ピロートーク〜ベッドの思惑〜 第7話（2012年11月15日、KTV） - 秀男
- 日曜エンターテインメント（EX）
  - 遺留捜査スペシャル（2013年） - 東西銀行 頭取 町村貴史
  - 事件救命医2〜IMATの奇跡〜（2014年） - 厚生労働副大臣 福沢栄吉（元・警察庁長官）
- さんすう刑事ゼロ（2013年、ETV） - 喫茶店のマスター
- TEAM -警視庁特別犯罪捜査本部- 第2話（2014年、EX） - 須貝仁
- 素敵な選TAXI 第7話（2014年、カンテレ） - 大西豊
- 警視庁捜査一課9係（EX）
  - season9 第2話（2014年） - 津島弘明
  - season10 最終話（2015年） - 警視庁刑事部長 警視監 柴崎直道
- 三匹のおっさん2〜正義の味方、ふたたび!!〜 第7話（2015年、TX） - 植松
- 仮面ライダーゴースト 第13話・第14話（2016年、EX） - 田村薩之進
- スペシャルドラマ / 老人ホーム「ハッピー・ロード」愉快な仲間たちの事件簿（2016年、TX） - 渡辺哲蔵
- 保険犯罪調査員 佐伯初音 空白の起点（2016年7月20日） - 城東銀行常務 小梶美智雄
- 木曜ミステリー / 遺留捜査 第4シリーズ（2017年、EX） - 有原茂
- 原宿ニャンニャン探偵局（2017年12月 - 2018年2月、千葉テレビ[16][17]） - 獣医[18]
- 特捜9 season1（2018年、EX） - 警視庁刑事部長 警視監 柴崎直道
- 実録 東京コンフィデンシャル2（2018年12月23日、TOKYO MX2） - 水野(GOLD権利販売会社経営)
- トップリーグ（2019年10月5日 - 11月9日、WOWOWプライム） - 久保民男
- GODドクター（2022、千葉テレビ） - 越智古見夫[19][20]

### 映画
- 夜霧の訪問者（1975年、松竹） - 山野雅夫
- やさぐれ刑事（1976年、松竹） - 松井
- パンツの穴（1984年、ジョイパックフィルム） - 藤木先生
- ノストラダムス戦慄の啓示（1994年、東映）
- ゴト師株式会社III（1994年、パル企画）
- 女帝（1995年、ケイエスエス） - 小川
- Dolls（2002年、松竹） - 松本の父
- 黄泉がえり（2003年、東宝） - 神崎
- JAZZ爺MEN（2011年、宮武由衣監督） - 野津手健三
- 市民ポリス69（2011年、本田隆一監督） - 細井
- ウスケボーイズ（2018年、柿崎ゆうじ監督）

### Vシネマ
- のぞき屋稼業2（1993年、ココナッツボーイ・プロジェクト）
- 実録マフィアンヤクザVI UNDERWORLD（2013年） - 建設会社経営
- 実録マフィアンヤクザⅧ PRIVATECRIME（2014年）

### ラジオドラマ
- FMシアター「こんぴら夫婦」（2012年9月22日、NHK-FM）

### バラエティ
- ぶらり途中下車の旅（日本テレビ）
  - 『井の頭線編』2003年12月
  - 『京成電鉄編』2004年6月
- 笑いの金メダル（2004年4月 - 2005年8月、朝日放送）
- ASAHI Pop'n' Press! ここ掘れキッズの教えてマップ（2013年4月-2017年3月、北陸朝日放送）
- その他テレビショッピング・通販番組などに出演。

### CM
- 東洋水産（1994年、「ホットヌードル」上司と部下シリーズ）
- アイフル（2002年 - 2006年4月14日）
- TBC（「キレイになるのがTBC」。ナオミ・キャンベル、主浜はるみと共演）
- アイホン
- AZE（医療ソフトナビゲーター）
- ミツカン（ほんてり「お父さんは我が家の王様」編）
- 東京海上（TAP「あんたの娘を信じなさい！」編）
- IBM
- ノバルティスファーマ（爪白癬PRシリーズ「娘の疑問」編、「妻のいたわり」編）
- 東芝（「大清快」）

## ディスコグラフィ

### シングル
- 1：トリオレコード、2：ミノルフォン、3：アドニス・スクウェア。

| # | 発売日         | A/B面 | タイトル             | 作詞       | 作曲     | 編曲       | 規格品番  |
| - | -------------- | ----- | -------------------- | ---------- | -------- | ---------- | --------- |
| 1 | 1973年 7月     | A面   | 旅路                 | 阿久悠     | 井上忠夫 | 高田弘     | 3A-104    |
| 1 | 1973年 7月     | B面   | わかれ道まで         | 阿久悠     | 井上忠夫 | 高田弘     | 3A-104    |
| 2 | 1975年 10月    | A面   | レイコ               | 山口あかり | 土持城夫 | 斉藤恒夫   | KA-566    |
| 2 | 1975年 10月    | B面   | 夜霧の別れ           | 山口あかり | 土持城夫 | 斉藤恒夫   | KA-566    |
| 3 | 2023年 2月15日 | 01    | すきすき六本木       | 水沢巡美   | 池田進   | 隼トシヒデ | YKM-10010 |
| 3 | 2023年 2月15日 | 02    | 愛降る人生〜逆転人生 | 水沢巡美   | 水沢巡美 | 隼トシヒデ | YKM-10010 |

※トリオレコードからリリースされた「旅路／わかれ道まで」は、配信限定アルバム「THE SINGLES TRIO RECORDS GUIDE 1972〜1973」に収録されている。

### 楽曲提供
- 愛まち子
  - 「私と踊って」（1969年／作詞・作曲）

- 扇ひろ子
  - 「なみだ川」（1968年／作曲）